# Samodzielny Kościół Ewangelicko-Luterański
Samodzielny Kościół Ewangelicko-Luterański (niem. Selbständige Evangelisch-Lutherische Kirche, SELK) – Kościół luterański tradycji staroluterańskiej działający w Niemczech. Powstał w 1972 roku na drodze połączenia Kościoła Staroluterańskiego (wywodzącego się od Kościoła Ewangelicko-Luterańskiego w Prusach) i innych niezależnych Kościołów i zborów luterańskich na terenie Niemiec. Jest członkiem Międzynarodowej Rady Luterańskiej skupiającej konserwatywne Kościoły luterańskie. Nie należy do Kościoła Ewangelickiego w Niemczech ani Światowej Federacji Luterańskiej. Od 25 czerwca 2006 roku Biskupem Kościoła jest Hans-Jörg Voigt.
Kościół liczy ok. 36,5 tys. ochrzczonych wiernych. Należy do niego 127 parafii, zgrupowanych w cztery okręgi kościelne (niem. Propstai), na których czele stoi zwierzchnik zwany Propst (dane za rok 2008). Okręgi dzielą się na superintendentury z superintendentem na czele. Najwyższą władzą SELK jest Synod Kościoła obradujący co kilka lat. Bieżącymi sprawami Kościoła zarządza Kierownictwo Kościoła (Kirchenleitung) składające się z Biskupa Kościoła, zwierzchników okręgów, jednego radcy duchownego i pięciu radców świeckich.
SELK opiera swoją wiarę na Piśmie Świętym Starego i Nowego Testamentu i uznaje jego werbalną inspiracje (każde słowo uważa za natchnione). Wykładnikiem tej wiary są księgi symboliczne zawarte w Księdze zgody z 1580 roku. Kościół praktykuje dwa sakramenty: chrzest, uważany za konieczny do zbawienia, udzielany zarówno niemowlętom, dzieciom wierzących rodziców, jak i dorosłym nieochrzczonym wierzącym, oraz Sakrament Ołtarza. Praktykowana jest zarówno spowiedź powszechna, jak i indywidualna. 
Kościół nie utrzymuje wspólnoty ambony i ołtarza z Kościołami, z którymi SELK nie posiada łączności wiary, czyli nie uznają nauczania opartego na Biblii i księgach symbolicznych. Kościół nie zwraca uwagi na potrzebę episkopalnej sukcesji apostolskiej, jednak posiada ją. Nie ordynuje kobiet na księży, jednak dopuszcza je do służby diakonatu.